# АльфаСтрахование (Росія)
«АльфаСтрахование» — російська страхова компанія, одна з найбільших у країні (2008 року зайняла 8-е місце за розміром зібраних страховий примій). Штаб-квартира компанії знаходиться в Москві. Входить до «Альфа-Груп».

## Історія
На початку 1992 року було створено відкрите акціонерне товариство «Східно-Європейське Страхове Агентство» («В. Е. Ст. А.»). Його засновниками виступили «РТСБ», Російський Національний Комерційний Банк, Інвестиційний банк «Схід-Захід», АТ «авіазапчастини», «АСАЛМАЗ» і ряд найбільших експортно-імпортних підприємств, що входять до холдингу «АТЕКС».
8 вересня 1992 «В. Е. Ст. А.» отримує ліцензію Міністерства Фінансів РФ на право проведення страхової діяльності.

У жовтні 2001 року ресурси страхових компаній «Східно-Європейське Страхове Агентство», «Альфа-Гарантії» і «Остра-Київ» об'єднуються під новим брендом Група «АльфаСтрахование»
.